# Södra Långsjön
Södra Långsjön eller Långsjö (södra sjön, den andra är Långsjö, Åland) är en sjö i Saltviks kommun i Åland (Finland). Den ligger i den nordöstra delen av landskapet, 26 km norr om huvudstaden Mariehamn. Södra Långsjön ligger 22,7 meter över havet. Den ligger på ön Fasta Åland. Arean är 66 hektar och strandlinjen är 6,29 kilometer lång. Sjön  ingår i Skärgårdshavets kustområde, Åland. 